# Vinaigre de xérès

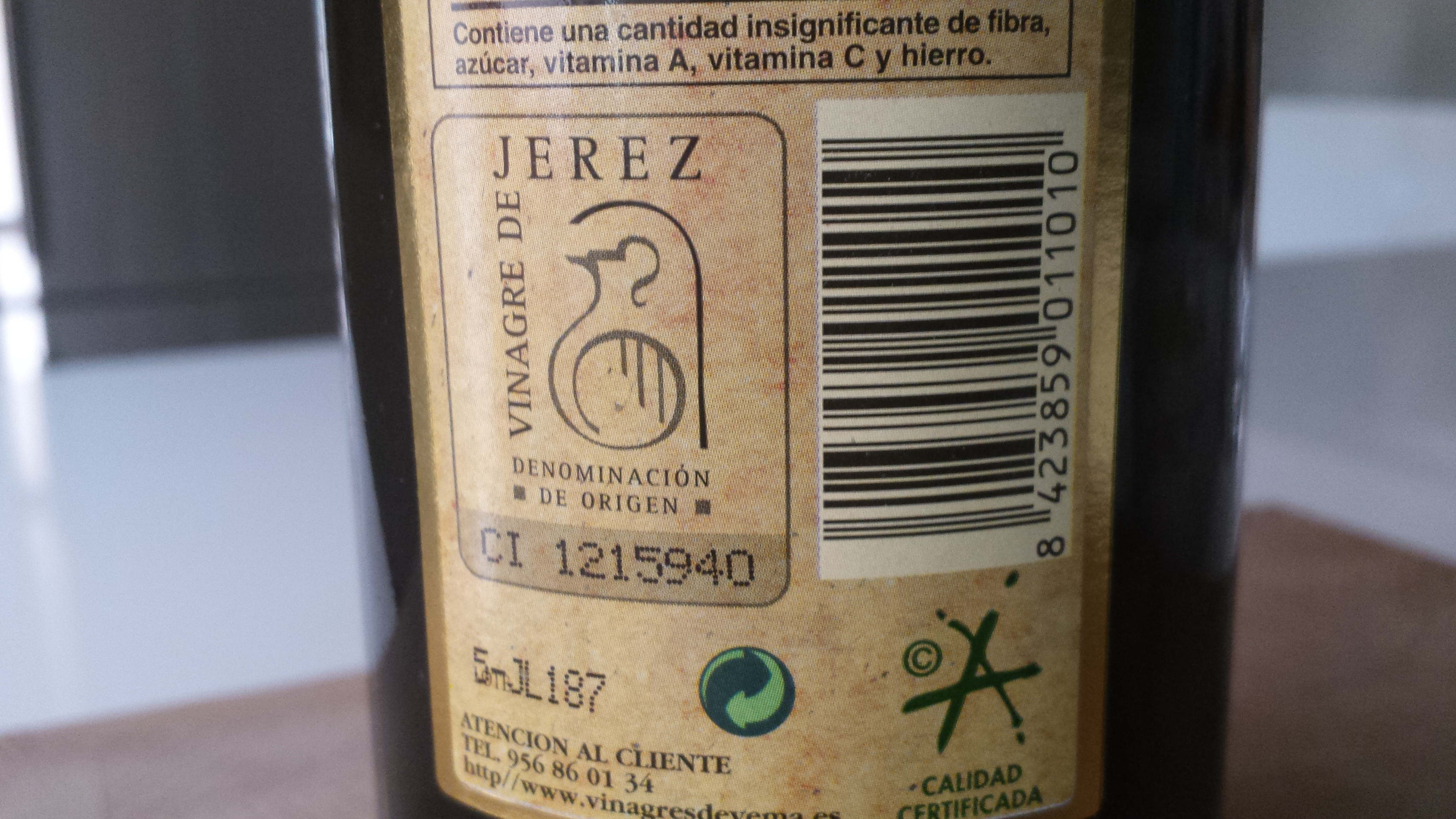
Vinaigre de xérès.

La dénomination (DO) vinaigre de xérès est l'appellation d'origine protégée (AOP) espagnole qui protège légalement le vieillissement et la commercialisation du vinaigre de xérès. Ce vinaigre est le seul au monde à contenir de l'alcool.

## Histoire
Le premier enregistrement de l'utilisation commerciale de vins pour le vinaigre remonte à 1945, par Antonio Páez Lobato, chiffre reconnu par l'ensemble du secteur. L'appellation d'origine (DO) a été légalement constituée en 1994 avec son Conseil régulateur pour réglementer le vieillissement et la commercialisation des vinaigres élaborés à partir de vins protégés par l'appellation d'origine Jerez-Xérès-Sherry, le premier vinaigre d'Espagne.
Au niveau des entreprises, il existe l'Asociación Empresarial de Vinagres de Jerez (Asevijerez). Ces dernières années, les ventes de vinaigre n'ont cessé d'augmenter, dépassant les 5 millions de litres par an. Cela menace de limiter temporairement la capacité de production.

## Particularité unique du vinaigre de xérès
Le vinaigre de xérès est le seul au monde à contenir de l’alcool, à hauteur de 3 % au maximum,.

## Types de vinaigre
En fonction des périodes de vieillissement auxquelles les vinaigres protégés sont soumis dans des fûts de xérès, on peut distinguer les catégories suivantes :
- Vinaigre de xérès : il s'agit du vinaigre couvert par cette appellation, soumis à une période de vieillissement minimale de six mois.
- Vinaigre de xérès Reserva : vinaigre de Xérès couvert par cette appellation, vieilli pendant au moins deux ans.
- Vinagre de Jerez Gran Reserva : vinaigre protégé par cette appellation, vieilli pendant un minimum de dix ans.

## Dulces
C'est une catégorie ajoutée en 2012, qui découle de l'ajout de vin Pedro ximénez ou Moscatel au vinaigre. En 2018, la réglementation des vinaigres balsamiques a commencé, ce qui a été confirmé en 2020.